# Notomochtherus
Notomochtherus is een vliegengeslacht uit de familie van de roofvliegen (Asilidae).

## Soorten
- N. brevicauda Londt, 2002